# Gliese 422 b
 Gliese 422 b   (GJ 422 b) es un exoplaneta no confirmado descubierto en el 2014, que podría estar orbitando la estrella Innes, a una distancia de 41,3 años luz, en la constelación de Carina. Por el momento, es el único planeta que orbita su estrella.

## Características físicas
El planeta orbita dentro de la zona de habitabilidad de Innes, con un periodo orbital de tan solo 26,2 días. Esta proximidad a su estrella es porque Innes es una estrella enana roja.
Podría ser una supertierra, con una masa mínima de 9,9 veces la masa de la tierra y, asumiendo que está compuesto de rocas y agua, tendría casi el doble del radio de la Tierra (1,98).

## Habitabilidad[2]
Suponiendo que tuviera una densidad de su atmósfera similar a la de la Tierra, su temperatura media sería de 3 °C, pero si su superficie fuera similar a la de la Tierra con agua y rocas, su gravedad sería mucho mayor al ser más grande, con lo que previsiblemente podría contener una atmósfera tan densa como en Venus, con un fuerte efecto invernadero, y su temperatura sería más alta. Se especula que tiene un índice de similitud con la tierra del 71% (Marte es un 64%).